# Montmeyan
Montmeyan är en kommun i departementet Var i regionen Provence-Alpes-Côte d'Azur i sydöstra Frankrike. Kommunen ligger i kantonen Tavernes som tillhör arrondissementet Brignoles. År 2022 hade Montmeyan 595 invånare.

## Befolkningsutveckling
Antalet invånare i kommunen Montmeyan
| Referens: INSEE |